# فيلي تايلور (مغني)
فيلي تايلور (بالإنجليزية: Willie Taylor)‏ هو مغني أمريكي، ولد في 29 مارس 1981 في هارفي في الولايات المتحدة.

## وصلات خارجية
- الموقع الرسمي
- فيلي تايلور على موقع IMDb (الإنجليزية)
- فيلي تايلور على موقع ميوزك برينز (الإنجليزية)